# Сельское поселение Мулымья
Се́льское поселе́ние Мулымья — муниципальное образование в Кондинском районе Ханты-Мансийского автономного округа Российской Федерации.
Административный центр — посёлок Мулымья.

## История
Статус и границы сельского поселения установлены Законом Ханты-Мансийского автономного округа - Югры от 25 ноября 2004 года № 63-оз «О статусе и границах муниципальных образований Ханты-Мансийского автономного округа - Югры»

## Население
| 2010  | 2012  | 2013  | 2014  | 2015  | 2016  | 2017  |
| ----- | ----- | ----- | ----- | ----- | ----- | ----- |
| 2884  | ↘2731 | ↘2611 | ↘2445 | ↘2326 | ↘2270 | ↘2260 |
| 2018  | 2019  | 2020  | 2021  |       |       |       |
| ↘2211 | ↘2187 | ↘2185 | ↗2454 |       |       |       |

## Состав сельского поселения
| № | Населённый пункт | Тип населённого пункта          | Население |
| - | ---------------- | ------------------------------- | --------- |
| 1 | Мулымья          | посёлок, административный центр | 1157      |
| 2 | Назарово         | посёлок                         | 480       |
| 3 | Супра            | посёлок                         | ↘7        |
| 4 | Ушья             | деревня                         | 623       |
| 5 | Чантырья         | село                            | 566       |
| 6 | Шаим             | село                            | 49        |